# Temporada 1971-72 de los Atlanta Hawks
La temporada 1971-72 fue la cuarta de los Atlanta Hawks en la NBA en su ubicación de Atlanta, la vigésimo tercera en la liga y la vigésimo sexta desde su fundación. La temporada regular acabó con 36 victorias y 46 derrotas, ocupando el cuarto puesto de la Conferencia Este, logrando clasificarse para los playoffs, cayendo en las semifinales de conferencia ante los Boston Celtics.

## Elecciones en elDraft
| Ronda | Puesto | Jugador          | Posición  | Nacionalidad   | Universidad      |
| ----- | ------ | ---------------- | --------- | -------------- | ---------------- |
| 1     | 5      | George Trapp     | Ala-Pívot | Estados Unidos | Long Beach State |
| 2     | 22     | Ted McClain      | Escolta   | Estados Unidos | Tennessee State  |
| 3     | 39     | Jeff Halliburton | Escolta   | Estados Unidos | Drake            |

## Temporada regular
| División Central    | División Central | División Central | División Central | División Central | División Central | División Central | División Central | División Central |
| Equipo              | G                | P                | %                | PD               | Casa             | Fuera            | Neutral          | Div              |
| ------------------- | ---------------- | ---------------- | ---------------- | ---------------- | ---------------- | ---------------- | ---------------- | ---------------- |
| y-Baltimore Bullets | 38               | 44               | .463             | –                | 18–15            | 16–24            | 4–5              | 9–9              |
| x-Atlanta Hawks     | 36               | 46               | .439             | 2                | 22–19            | 13–26            | 1–1              | 9–9              |
| Cincinnati Royals   | 30               | 52               | .366             | 8                | 20–18            | 8–32             | 2–2              | 11–9             |
| Cleveland Cavaliers | 23               | 59               | .280             | 15               | 13–28            | 8–30             | 2–1              | 9–11             |

## Playoffs

### Semifinales de Conferencia
Boston Celtics vs. Atlanta Hawks 
| Fecha       | Partido                                | Ciudad  |
| ----------- | -------------------------------------- | ------- |
| 29 de marzo | Boston Celtics 126, Atlanta Hawks 108  | Boston  |
| 31 de marzo | Atlanta Hawks 113, Boston Celtics 104  | Atlanta |
| 2 de abril  | Boston Celtics 136, Atlanta Hawks 113  | Boston  |
| 4 de abril  | Atlanta Hawks 112, New York Knicks 110 | Atlanta |
| 7 de abril  | Boston Celtics 124, Atlanta Hawks 114  | Boston  |
| 9 de abril  | Atlanta Hawks 118, Boston Celtics 127  | Atlanta |
|             | Boston Celtics gana las series 4-2     |         |

## Estadísticas
| Rk | Jugador          | Edad | P  | PT | MP   | TC   | TCI  | %TC  | TL  | TLI | %TL  | RB   | AS  | FP  | PTS  |
| -- | ---------------- | ---- | -- | -- | ---- | ---- | ---- | ---- | --- | --- | ---- | ---- | --- | --- | ---- |
| 1  | Lou Hudson       | 27   | 77 |    | 39.5 | 10.1 | 20.0 | .503 | 4.5 | 5.6 | .812 | 5.0  | 4.0 | 2.9 | 24.7 |
| 2  | Bill Bridges     | 32   | 14 |    | 39.0 | 3.6  | 9.6  | .381 | 2.2 | 3.1 | .705 | 13.6 | 2.9 | 3.6 | 9.5  |
| 3  | Walt Bellamy     | 32   | 82 |    | 38.9 | 7.2  | 13.3 | .545 | 4.1 | 7.1 | .585 | 12.8 | 3.2 | 3.1 | 18.6 |
| 4  | Jim Washington   | 28   | 67 |    | 36.1 | 4.9  | 10.9 | .446 | 3.0 | 3.8 | .785 | 9.0  | 1.8 | 3.2 | 12.7 |
| 5  | Pete Maravich    | 24   | 66 |    | 34.9 | 7.0  | 16.3 | .427 | 5.4 | 6.6 | .811 | 3.9  | 6.0 | 3.1 | 19.3 |
| 6  | Don Adams        | 24   | 70 |    | 29.0 | 4.4  | 11.1 | .394 | 2.9 | 3.9 | .747 | 7.1  | 2.0 | 3.7 | 11.7 |
| 7  | Herm Gilliam     | 25   | 82 |    | 28.5 | 4.2  | 9.4  | .446 | 1.8 | 2.1 | .838 | 4.1  | 4.6 | 2.8 | 10.2 |
| 8  | Don May          | 26   | 75 |    | 17.1 | 3.1  | 6.3  | .492 | 1.7 | 2.2 | .768 | 2.9  | 0.7 | 1.8 | 7.9  |
| 9  | Larry Siegfried  | 32   | 21 |    | 16.0 | 1.2  | 3.7  | .325 | 1.0 | 1.1 | .870 | 1.5  | 2.5 | 1.5 | 3.3  |
| 10 | George Trapp     | 23   | 60 |    | 14.8 | 2.4  | 6.5  | .371 | 1.8 | 2.3 | .755 | 3.1  | 0.9 | 2.4 | 6.6  |
| 11 | Milt Williams    | 26   | 10 |    | 12.7 | 2.3  | 5.3  | .434 | 2.1 | 2.9 | .724 | 0.4  | 2.0 | 1.8 | 6.7  |
| 12 | John Vallely     | 23   | 9  |    | 12.2 | 2.2  | 4.8  | .465 | 1.4 | 2.2 | .650 | 1.2  | 1.0 | 1.4 | 5.9  |
| 13 | Jim Davis        | 30   | 11 |    | 10.8 | 0.7  | 3.0  | .242 | 0.9 | 1.6 | .556 | 3.3  | 0.7 | 1.3 | 2.4  |
| 14 | Bob Christian    | 25   | 56 |    | 8.7  | 1.2  | 2.5  | .465 | 0.8 | 1.1 | .721 | 3.2  | 0.5 | 1.4 | 3.1  |
| 15 | Jeff Halliburton | 22   | 37 |    | 7.8  | 1.6  | 3.6  | .459 | 0.7 | 0.8 | .833 | 1.0  | 0.5 | 1.4 | 4.0  |
| 16 | Tom Payne        | 21   | 29 |    | 7.8  | 1.6  | 3.6  | .437 | 1.0 | 1.6 | .630 | 2.4  | 0.5 | 1.4 | 4.1  |
| 17 | Shaler Halimon   | 26   | 1  |    | 4.0  | 0.0  | 0.0  |      | 0.0 | 0.0 |      | 0.0  | 0.0 | 1.0 | 0.0  |

## Galardones y récords
| Jugador    | Galardón |
| Lou Hudson | All-Star |